# NGC 2356
NGC 2356 je otvoreni skup u zviježđu Blizancima. 

## Vanjske poveznice
- SEDS: NGC 2356